# Saint-Jeure-d'Andaure
Saint-Jeure-d'Andaure é uma comuna francesa na região administrativa de Auvérnia-Ródano-Alpes, no departamento de Ardèche. Estende-se por uma área de 13,28 km². Em 2010 a comuna tinha 100 habitantes (densidade: 7,5 hab./km²).